# Dagersbach
Dagersbach ist eine abgegangene Dorfsiedlung im Bereich der heutigen Hirschgasse im Heidelberger Stadtteil Neuenheim.

## Geografie
Dagersbach lag am nördlichen Ufer des Neckars im Tal des Schweinsbachs im Bereich der heutigen Hirschgasse. Das Dorf erstreckte sich von der Kirche am nördlichen Ende am Linzenbühler Weg (heute Philosophenweg) bis zur Mühle an der Schweinsbachmündung am Neckarufer.

## Geschichte

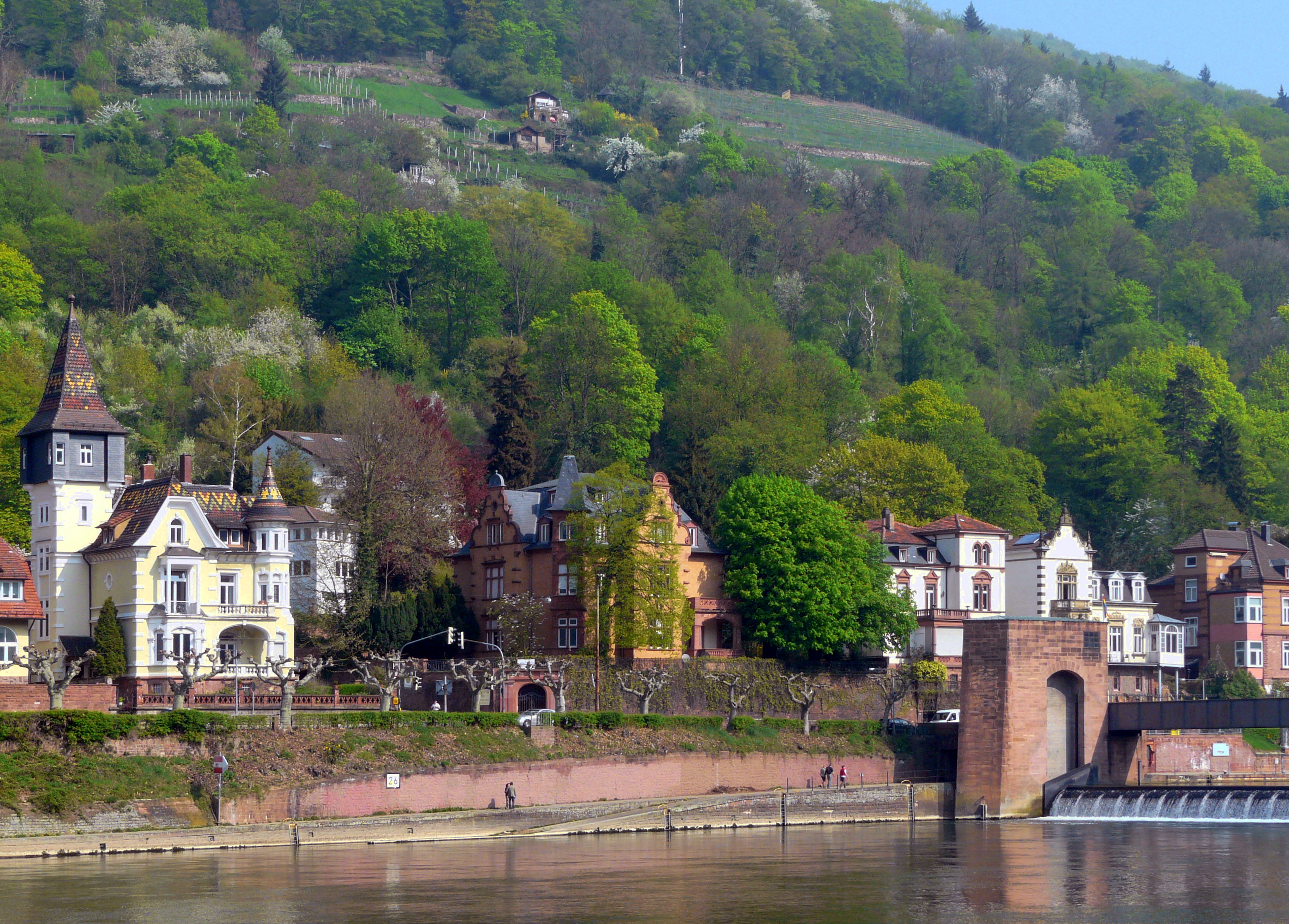
Partie am Neuenheimer Neckarufer. An der Stelle der Villa links im Bild befand sich die einstige Mühle des Dorfes Dagersbach

Der Ort bestand im Wesentlichen aus einem Meierhof des Klosters Lobenfeld und umliegenden Gehöften. 1261 oder 1263 wurde in Dagersbach eine Urkunde ausgestellt. Wenig später ging der Hof des Klosters Lobenfeld ein und nach 1286 ist der Ort urkundlich nicht mehr bezeugt. Allerdings erscheinen im Bereich der heutigen Hirschgasse weiterhin auf frühen Stadtansichten einzelne Häuser, so dass möglicherweise eine Siedlungskontinuität von der mittelalterlichen zur heutigen Bebauung besteht. Die Gemarkung von Dagersbach wurde komplett der Gemeinde Neuenheim zugeschlagen und kam mit dieser 1891 zur Stadt Heidelberg.

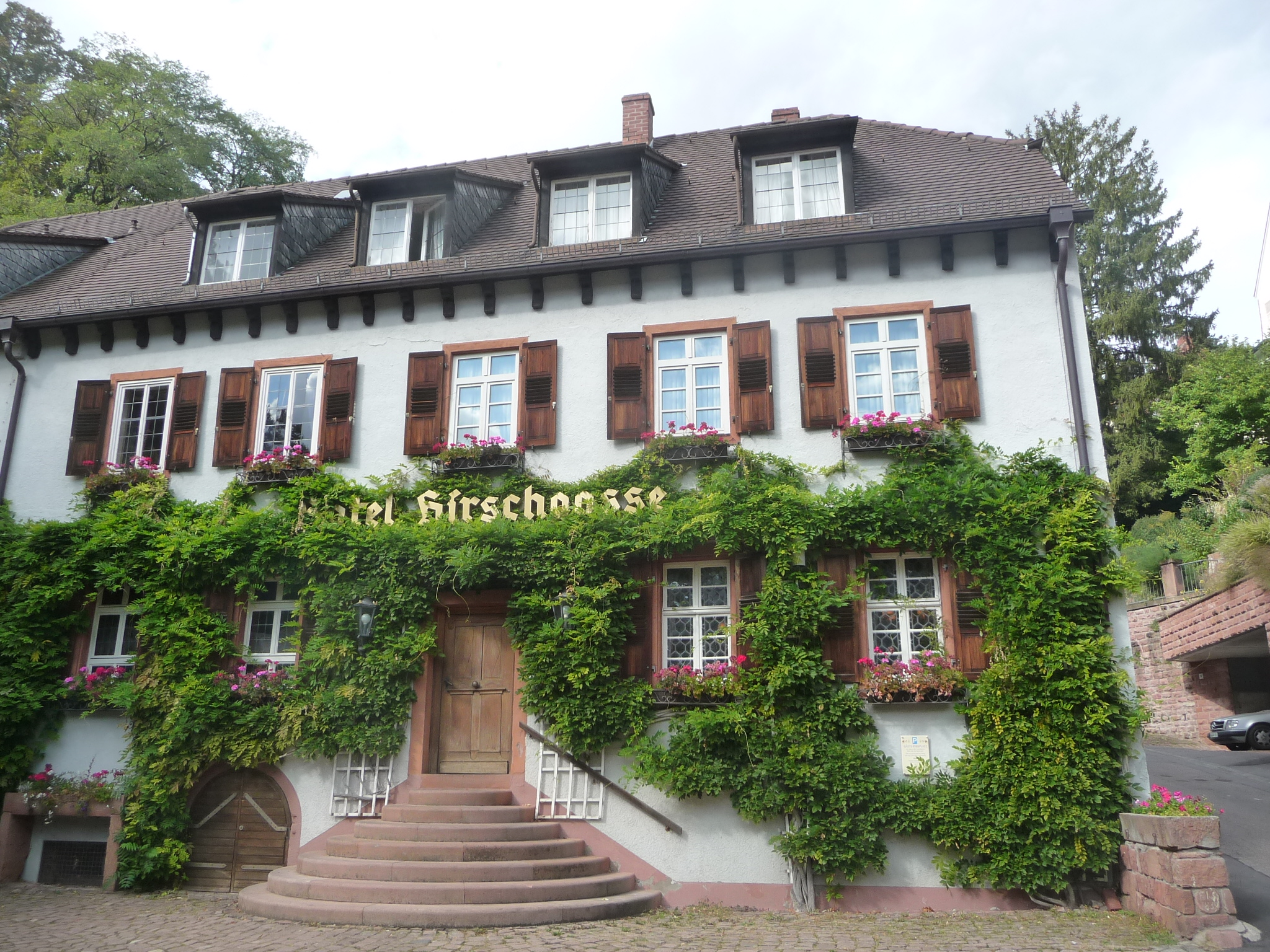
Das Hotel Hirschgasse befindet sich an der Stelle des früheren Lobenfelder Meierhofs.

Die Kirche von Dagersbach, die den Engeln geweihte Engelskirche, befand sich beim Gewann Nadel am heutigen Philosophenweg. Die Kirche ist auf alten Ansichten aus dem frühen 17. Jahrhundert noch intakt zu erkennen. Sie war vermutlich Teil eines Pilgerpfads vom Neckartal zu den Klöstern auf dem Heiligenberg. Nach dem Dreißigjährigen Krieg war die Kirche Elendenherberge. Dort nächtigende Juden waren Namensgeber des benachbarten Waldstücks Judenhütte. 1810 nutzte die Hölzerlipsbande die Kirche als Räuberlager. Als der Philosophenweg 1840 ausgebaut wurde, hat man bauliche Überreste der Kirche als Baumaterial verwendet. Teile der Kirchenmauern mit einer Brunnenstube von 1571 blieben als Grundstücksgrenze zum Philosophenweg erhalten. Bei der Hölderlinanlage des Philosophenwegs am Platz des einstigen Friedhofs von Dagersbach wurde 1993 ein Gedenkstein für die Engelskirche errichtet.
Das Lobenfelder Hofgut lag an der Stelle des heutigen Hotels Hirschgasse. Hinter diesem Hotel befand sich noch bis in die jüngere Vergangenheit der Mühlteich der Mühle von Dagersbach, der inzwischen jedoch mit Neubauten überbaut ist. Von der Mühle selbst hat sich an der heute an deren Stelle befindlichen Villa Ecke Ziegelhäuser Landstraße/Hirschgasse das Fragment eines Schlusssteins mit Müllerzeichen, Initialen und der Jahreszahl 1583 erhalten.